# Новоалексєєвський (Адигея)
Новоалексєєвський (рос. Новоалексеевский; адиг. АлексеевскакІэр) — хутір Кошехабльського району Адигеї Росії. Входить до складу Дмитрієвського сільського поселення.
Населення — 348 осіб (2015 рік).

## Вулиці
Усього 7 вулиць:
- Дружби
- Інтернаціональна
- Інтернаціональний провулок
- Леніна
- Травнева
- Фрунзе
- Широка